# Дубровское городское поселение (Брянская область)
Дубровское городско́е поселе́ние — муниципальное образование в Дубровском районе Брянской области Российской Федерации.
Административный центр — посёлок Дубровка.

## География
Находится в северо-восточной части Дубровского района.

## История
Статус и границы городского поселения установлены Законом Брянской области от 9 марта 2005 года № 3-З «О наделении муниципальных образований статусом городского округа, муниципального района, городского поселения, сельского поселения и установлении границ муниципальных образований в Брянской области». Образовано путём слияния дореформенных Дубровского поссовета и Давыдченского и Немерского сельсоветов.

## Население
| 2009  | 2010  | 2011  | 2012  | 2013  | 2014  | 2015  | 2016  | 2017  |
| ----- | ----- | ----- | ----- | ----- | ----- | ----- | ----- | ----- |
| 8303  | ↗9617 | ↘9561 | ↘9481 | ↘9332 | ↘9121 | ↘8956 | ↘8748 | ↘8664 |
| 2018  | 2019  | 2020  | 2021  |       |       |       |       |       |
| ↘8544 | ↘8431 | ↘8369 | ↘8121 |       |       |       |       |       |

## Состав городского поселения
| №  | Населённый пункт | Тип населённого пункта          | Население |
| -- | ---------------- | ------------------------------- | --------- |
| 1  | Давыдчи          | деревня                         | ↘413      |
| 2  | Дубровка         | деревня                         | ↘18       |
| 3  | Дубровка         | посёлок, административный центр | ↘6793     |
| 4  | Заря             | посёлок                         | ↘23       |
| 5  | Калинин          | посёлок                         | ↘0        |
| 6  | Липовка          | посёлок                         | ↘90       |
| 7  | Минаков          | посёлок                         | ↘19       |
| 8  | Немерь           | деревня                         | ↘501      |
| 9  | Новый Свет       | посёлок                         | ↘66       |
| 10 | Побойная         | деревня                         | ↘82       |
| 11 | Понизовка        | деревня                         | ↘166      |
| 12 | Потрясовка       | деревня                         | ↘106      |
| 13 | Сеща             | деревня                         | ↘1        |
| 14 | Тушево           | деревня                         | →2        |
| 15 | Фёдоровка        | деревня                         | →5        |
| 16 | Чекалина Слобода | деревня                         | ↘6        |